# Joshua Nathan (Synchronsprecher)
Joshua Nathan (* 18. Januar 2002) ist ein deutscher Synchronsprecher.
Nathan ist der Sohn von Michael Pan und Bruder von David Nathan, die beide ebenfalls Synchronsprecher sind.

## Sprecherrollen
- Burn Notice
- Boardwalk Empire
- Masters of Sex
- Sea Patrol
- 2010: Fair Game – Nichts ist gefährlicher als die Wahrheit
- 2010: Die Liste
- 2010: Meine Frau, unsere Kinder und ich
- 2010: Robin Hood
- 2011: Der Biber
- 2011: Cinderella Story – Es war einmal ein Lied
- 2011: Jack und Jill
- 2011: Kung Fu Panda: Die Geheimnisse der Meister
- 2011: Megamind: Der Knopf des Verbrechens
- 2011: Super 8
- 2011: Susannas 7 Männer
- 2012: Moonrise Kingdom
- 2012: Die Stooges – Drei Vollpfosten drehen ab
- 2013: Ein Abenteuer in Raum und Zeit
- 2013: Turbo – Kleine Schnecke, großer Traum
- 2014: Zauber einer Weihnachtsnacht